# Aeroportul Kamaran
Aeroportul Kamaran (IATA: KAM, ICAO: OYKM) este un aeroport din Yemen ce deservește zona Kamaran⁠(d). A fost numit după zona deservită.
Situat la o altitudine de 16 m, aeroportul dispune de o singură pistă.